# Liste der Monuments historiques in Freyming-Merlebach
Die Liste der Monuments historiques in Freyming-Merlebach führt die Monuments historiques in der französischen Gemeinde Freyming-Merlebach auf.

## Liste der Bauwerke
| Bezeichnung     | Beschreibung                                      | Standort               | Kennzeichnung | Schutzstatus | Datum | Bild           |
| --------------- | ------------------------------------------------- | ---------------------- | ------------- | ------------ | ----- | -------------- |
| Grube Cuvelette | Förderturm aus Stahlbeton, zwischen 1930 und 1932 | Rue Jean Gobert (Lage) | PA00107066    | Inscrit      | 1992  | weitere Bilder |